# Ugo V del Maine

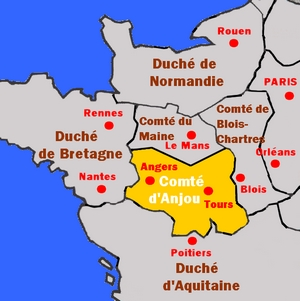
La Francia del Nord-ovest nel 1050

Ugo, in francese Hugues V du Maine (1055 circa – 1131), fu conte del Maine dal 1070 al 1093. Era della casa d'Este, da parte di madre discendente dalla famiglia degli Ugonidi o seconda casa del Maine.

## Origine
Figlio secondogenito (come ci conferma il monaco e storico medievale, Orderico Vitale, nel libro VIII della sua Historia Ecclesiastica) del conte di Milano e poi, per investitura imperiale, signore di Este e capostipite della casa d'Este, Alberto Azzo II d'Este e di Gersenda del Maine (come ci conferma Ludovico Antonio Muratori, nel capitolo XXVII del suo Della antichità estensi), figlia femmina secondogenita del conte del Maine, Eriberto I (come risulta dall'Actus pontificum Cenomannis, cap. XXXII, Gesta Domini Arnaldi Episcopi in cui, viene detto che il marito di Gersenda, definita figlia di Eriberto (filia Herberti) non governò il Maine, ma lo passò al figlio Ugo sotto la tutela di Goffredo di Mayenne) e della moglie, di cui non si conosce né il nome né la casata.
Alberto Azzo II era figlio di Alberto Azzo I margravio di Milano, conte di Luni, Tortona, Genova e Milano e discendente di Oberto, primo marchese della marca obertenga (nel documento n° L del Regesta comitum Sabaudiæ, marchionum in Italia Alberto Azzo II risulta essere discendente di Oberto; infatti viene citato come nipote (Alberti infantis nepoti sui) di Berta figlia di Oberto).
Il fratello di Ugo, Folco I d'Este, primogenito di Alberto Azzo II e di Gersenda, fu marchese d'Este, mentre suo fratellastro Guelfo I di Baviera, figlio di Alberto Azzo II e della prima moglie, Cunegonda di Altdorf, fu duca di Baviera

## Biografia
Quando suo cugino, il conte del Maine, Eriberto II morì nel 1062, senza eredi, prima che il duca di Normandia, Guglielmo il Bastardo, secondo gli accordi presi con Eriberto II (secondo lo storico, Orderico Vitale, Guglielmo il Bastardo stipulò un contratto di fidanzamento tra suo figlio (di pochi anni), Roberto (circa 1051-1134), e Margherita, la sorella di Eriberto II, con la clausola che, alla morte di Eriberto II, senza eredi, il futuro genero, Roberto avrebbe ereditato la contea), prendesse possesso della contea, a nome di Margherita del Maine e il suo fidanzato, il figlio di Guglielmo, Roberto (circa 1051-1134), i nobili della contea del Maine, elessero conti del Maine, sua sorella, Biota e suo marito, Gualtiero I († circa 1064), conte del Vexin e di Amiens, che chiesero la protezione del nuovo conte d'Angiò, Goffredo III il Barbuto.
Ma Guglielmo procedette all'occupazione del Maine, che, nonostante Goffredo il Barbuto, portò a termine nel corso del 1063, riuscendo a catturare il conte, Gualtiero, e la contessa, Biota, che furono incarcerati a Falaise in Normandia. Dato che, sempre, nel 1063 era morta anche Margherita, Roberto, il figlio di Guglielmo duca di Normandia, prese possesso della contea del Maine, che però era effettivamente governata Guglielmo il Bastardo.
Nel 1066, solo pochi cavalieri del Maine risposero alla chiamata di Guglielmo il Bastardo, che si apprestava ad attaccare il regno d'Inghilterra.
Ma nel 1069, i nobili del Maine, sostenuti dal conte d'Angiò, Folco IV il Rissoso, cacciarono i Normanni dalla contea del Maine e offrirono la contea ai genitori di Ugo, Alberto Azzo II e Gersenda, che, dopo la morte della sorella Biota, era la legittima erede della contea: però, nel 1070, secondo l'Actus pontificum Cenomannis, cap. XXXII, Gesta Domini Arnaldi Episcopi, decisero di rinunciare al titolo in favore del giovane figlio, Ugo (Ugo V), affidando il governo della contea a Goffredo di Mayenne, che secondo Orderico Vitale, aveva capeggiato la rivolta contro i Normanni.
Nel 1073, Guglielmo il Conquistatore (non più il Bastardo) invase il Maine anche con truppe inglesi e arrivò con facilità a Le Mans, da poco abbandonata sia da Folco IV che dal conte Ugo V. L'occupazione normanna della contea non fu mai completa, perché il conte d'Angiò continuò a supportare ogni rivolta e ribellione, intervenendo anche in prima persona, sino a che, nel 1081, fu raggiunto un accordo: la contea del Maine veniva tolta a Ugo V e concessa al figlio del Conquistatore, Roberto, che a sua volta prestava omaggio feudale, come suo signore, a Folco IV.
L'accordo durò poco e molti visconti si ribellarono e praticamente, con la protezione degli angioini, la maggior parte della contea ritornò nelle mani dei baroni del Maine, poiché, secondo Ludovico Antonio Muratori, nel capitolo XXVII del suo Della antichità estensi, Ugo V era rientrato in Italia e i marchesi d'Este avevano rinunciato al Maine.
Infatti secondo il documento nº 289 dell'Henrici IV diplomata, datato 1077, l'imperatore Enrico IV, conferma ad Ugo, al fratello Folco ed al loro padre Azzo (Alberto Azzo II) i vari possedimenti in Lunigiana, nel Parmense, nell'Estense e nelle zone limitrofe.
In un documento del 31 maggio 1079 del Codice Diplomatico Padovano Ugo, assieme al padre ed al fratello, è artefice di un accordo con la chiesa di Verona.
Nel 1087, alla morte di Guglielmo il Conquistatore, sempre Goffredo di Maienne, per conto di Ugo V si impossessò di tutta la contea, ma ora dovette combattere Roberto che finalmente aveva ereditato il ducato di Normandia e si era liberato della tutela del padre anche per il Maine. E quando, nel 1091, Roberto ricevette l'aiuto del fratello, il re Guglielmo II d'Inghilterra, e la situazione per il Maine si fece più delicata, secondo Orderico Vitale, i nobili del Maine inviarono una delegazione, guidata da Goffredo di Mayenne e da Elia I signore di la Flèche, in Lunigiana a perorare la loro causa nella speranza di liberarsi dei Normanni, che da circa trent'anni angariavano la loro contea.
Ma quando Ugo (secondo il Muratori suo padre e suo fratello Folco erano ben contenti di allontanarlo dall'Italia, in quanto prima del 1090 era stato scomunicato da papa Urbano II) si recò finalmente nel Maine per prendere possesso della contea che aveva ereditato dalla madre, per il suo comportamento, non suscitò molto entusiasmo, anzi i nobili si pentirono di averlo chiamato.
Davanti alla mancanza di fiducia dei signori del Maine che apertamente si lagnavano di averlo eletto conte, Ugo V, espresse il desiderio di tornare in Italia; suo cugino (consobrinus) Elia I di Beaugency († 1110), figlio di Giovanni di Baugency, signore di la Flèche, e di Paola del Maine, figlia di Eriberto I detto Evigilans canis, si offrì di succedergli nel titolo; allora, nel 1093 circa (la data è confermata dal documento nº 117 del Cartulaire de l'abbaye de Saint-Vincent du Mans, Liber primus in cui si fa riferimento alla compravendita della contea), Ugo V rinunciò al titolo e lo vendette, per 10.000 solidi (o soldi) del Maine a Elia I.
Rientrato in Italia, in quello stesso anno, il padre lo inviò ad aiutare la contessa Matilde di Canossa che combatteva l'imperatore Enrico IV, ma anche in questa missione, sempre secondo il Muratori, non dovette distinguersi per coraggio e nobiltà.
Ugo, dopo il rientro in Italia, ancora secondo il Muratori, ricevette dal fratello Folco alcune proprietà e nel 1095, col consenso del padre, Alberto Azzo, ricevette metà di tutte le proprietà e titoli, purché si riconoscesse vassallo di Folco.
In un documento del 13 aprile 1097 del Codice Diplomatico Padovano Ugo, assieme al padre ed al fratello, fanno una donazione al monastero di Santa Maria in Vangadizza.
Nel cap. XXVIII del suo Della antichità estensi, il Muratori ci informa della morte del marchese Alberto Azzo II, nel 1097 e che il figlio di primo letto del marchese, Guelfo d'Este pretendeva l'intera eredità del padre, anche quella che il padre aveva lasciato al conte Ugo e al marchese Folco; ma che poi si accontentò dei titoli e delle proprietà che la famiglia aveva in Germania.
Dopo l'anno 1100 di Ugo V, che pur non essendo più conte de Maine, continuò a fregiarsi di quel titolo, non si hanno più notizie. si sa solo che morì parecchi anni dopo, nel 1131.

## Matrimonio e discendenza

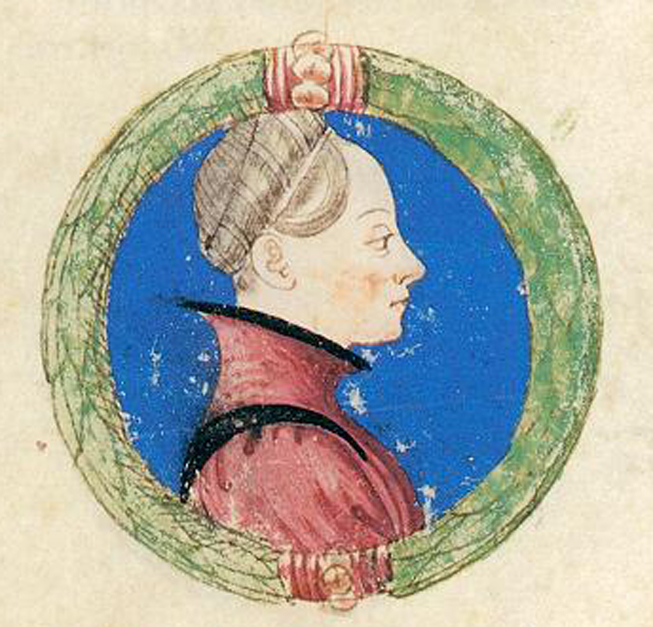
Heria de Hauteville

Verso il 1071, secondo Orderico Vitale, Ugo aveva sposato Héria d'Altavilla, la figlia di Roberto il Guiscardo, duca di Puglia, Calabria e Sicilia e della sua seconda moglie, Sichelgaita di Salerno, figlia di Guaimario IV principe di Salerno; la sposa per il matrimonio portò una ricca e bella dote. Oderico Vitale ci informa che Ugo ripudiò Héria, verso il 1078 ed a causa di ciò Ugo fu scomunicato da papa Urbano II, portando discredito a tutti gli abitanti del nord Italia (definiti Allobrogi da Orderico Vitale).
Dal loro matrimonio nacquero due (o tre) figli:
- Azzo III († dopo il 15 luglio 1142), marchese;
- Roberto (1121-1123), morto infante;
- Tancredo († dopo il 27 febbraio 1145), marchese. Esso ebbe un figlio di nome Manfredo (o Manfredino) (1145-1164).

## Ascendenza
|                        |                   |                              | Genitori       |  |  | Nonni |  |  | Bisnonni  |  |  | Trisnonni |  |
|                        |                   |                              |                |  |  |       |  |  | Oberto II |  |  | Oberto I  |  |
|                        |                   |                              |                |  |  |       |  |  | Oberto II |  |  | Oberto I  |  |
|                        |                   | Guilla di Spoleto            |                |  |  |       |  |  | Oberto II |  |  |           |  |
| Alberto Azzo I         |                   |                              |                |  |  |       |  |  | Oberto II |  |  |           |  |
|                        |                   | Railenda                     | Conte Riprando |  |  |       |  |  |           |  |  |           |  |
|                        |                   | Railenda                     | Conte Riprando |  |  |       |  |  |           |  |  |           |  |
|                        |                   | Railenda                     | …              |  |  |       |  |  |           |  |  |           |  |
| Alberto Azzo II d'Este |                   | Railenda                     |                |  |  |       |  |  |           |  |  |           |  |
|                        |                   | Bosone I conte di Sabbioneta | …              |  |  |       |  |  |           |  |  |           |  |
|                        |                   | Bosone I conte di Sabbioneta | …              |  |  |       |  |  |           |  |  |           |  |
|                        |                   | Bosone I conte di Sabbioneta | …              |  |  |       |  |  |           |  |  |           |  |
| Adelaide               |                   | Bosone I conte di Sabbioneta |                |  |  |       |  |  |           |  |  |           |  |
|                        |                   | …                            | …              |  |  |       |  |  |           |  |  |           |  |
|                        |                   | …                            | …              |  |  |       |  |  |           |  |  |           |  |
|                        |                   | …                            | …              |  |  |       |  |  |           |  |  |           |  |
| Ugo V del Maine        |                   | …                            |                |  |  |       |  |  |           |  |  |           |  |
|                        | Ugo III del Maine | Ugo II del Maine             |                |  |  |       |  |  |           |  |  |           |  |
|                        | Ugo III del Maine | Ugo II del Maine             |                |  |  |       |  |  |           |  |  |           |  |
|                        | Ugo III del Maine | …                            |                |  |  |       |  |  |           |  |  |           |  |
| Eriberto I del Maine   | Ugo III del Maine |                              |                |  |  |       |  |  |           |  |  |           |  |
|                        |                   |                              | …              |  |  |       |  |  |           |  |  |           |  |
|                        |                   |                              |                |  |  |       |  |  |           |  |  |           |  |
|                        |                   | …                            |                |  |  |       |  |  |           |  |  |           |  |
| Gersenda del Maine     |                   |                              |                |  |  |       |  |  |           |  |  |           |  |
|                        |                   | …                            | …              |  |  |       |  |  |           |  |  |           |  |
|                        |                   | …                            | …              |  |  |       |  |  |           |  |  |           |  |
|                        |                   | …                            | …              |  |  |       |  |  |           |  |  |           |  |
|                        |                   | …                            |                |  |  |       |  |  |           |  |  |           |  |
|                        |                   | …                            | …              |  |  |       |  |  |           |  |  |           |  |
|                        |                   | …                            | …              |  |  |       |  |  |           |  |  |           |  |
|                        |                   | …                            | …              |  |  |       |  |  |           |  |  |           |  |
|                        |                   | …                            |                |  |  |       |  |  |           |  |  |           |  |

### Fonti primarie
- (LA)  Actus Pontificum Cenomannis in urbe degentium (Le Mans).
- (LA)  Orderici Vitalis, Historia Ecclesiastica, tomus II.
- (LA)  Orderici Vitalis, Historia Ecclesiastica, tomus unicus.
- (LA)  Monumenta Germanica Historica, Diplomata regum ei imperatorum Germaniae, tomus IV, Henrici IV diplomata, parte II.
- (LA)  Cartulaire de l'abbaye de Saint-Vincent du Mans, Liber primus.
- (LA)  Regesta comitum Sabaudiæ.

### Letteratura storiografica
- Muratori L. A. Delle Antichità Estensi ed Italiane, Parte I.
- Louis Halphen, "La Francia dell'XI secolo", cap. XXIV, vol. II (L'espansione islamica e la nascita dell'Europa feudale) della Storia del Mondo Medievale, 1999, pp. 770–806.
- William John Corbett, "L'evoluzione del ducato di Normandia e la conquista normanna dell'inghilterra", cap. I, vol. VI (Declino dell'impero e del papato e sviluppo degli stati nazionali) della Storia del Mondo Medievale, 1999, pp. 5–55.
- William John Corbett, "Inghilterra, 1087-1154", cap. II, vol. VI (Declino dell'impero e del papato e sviluppo degli stati nazionali) della Storia del Mondo Medievale, 1999, pp. 56–98.